# Фоминское (Раменский район)
Фоминское — деревня в Раменском муниципальном районе Московской области. Входит в состав сельского поселения Ульянинское. Население — 335 чел. (2010).

## География
Деревня Фоминское расположена в южной части Раменского района, примерно в 35 км к югу от города Раменское. Высота над уровнем моря 150 м. В деревне 1 улица — Новая; приписано 3 СНТ. Ближайший населённый пункт — деревня Яньшино.

## История
В 1926 году деревня являлась центром Фоминского сельсовета Чаплыженской волости Бронницкого уезда Московской губернии.
С 1929 года — населённый пункт в составе Бронницкого района Коломенского округа Московской области. 3 июня 1959 года Бронницкий район был упразднён, деревня передана в Люберецкий район. С 1960 года в составе Раменского района.
До муниципальной реформы 2006 года деревня входила в состав Ульянинского сельского округа Раменского района.

## Население
| 1926 | 2002 | 2010 |
| ---- | ---- | ---- |
| 355  | ↗454 | ↘335 |

В 1926 году в деревне проживало 355 человек (134 мужчины, 221 женщина), насчитывалось 69 крестьянских хозяйств. По переписи 2002 года — 454 человека (222 мужчины, 232 женщины).